# Rag Tag (film)
Pour les articles homonymes, voir Rag tag.
Pour plus de détails, voir Fiche technique et Distribution.
Rag Tag est un film britannico-nigérian réalisé par Adaora Nwandu, sorti en 2006.

## Synopsis
Deux amis d'enfance se revoient après plusieurs années. Ils découvrent qu'ils ont des sentiments l'un pour l'autre.
Raymond (Rag) est né en Angleterre de parents antillais, et son meilleur ami d'enfance était Tagbo (Tag), dont les parents viennent du Nigeria. Mais quand Rag est placé en famille d'accueil, ils sont séparés. Rag évolue mal et abandonne sa compagne et leur enfant pour vivre à Londres. Tag a fait des études de droit et sort avec Olivia. Rag et Tag se retrouvent par hasard et redeviennent amis. Tag propose à Rag de partir avec lui lors d'un voyage d'affaires au Nigeria.

## Fiche technique
- Réalisation : Adaora Nwandu
- Scénario : Adaora Nwandu
- Photographie : Segun Oladimeji, Kalilah Robinson
- Montage : Andy Hague, Lise Kearney
- Musique : Heather Andrews, Tamara Douglas-Morris, Jack Molder, Kyan Laslett O'Brien
- Producteurs : Faruk Lasaki, Chris Madubuko, Adaora Nwandu, Arinze Nwandu, Donald Nwandu, Uzoamaka Nwandu
- Société de production : Muka Flicks
- Sociétés de distribution : Ariztical Entertainment
- Langues : anglais
- Format : Couleur
- Genre : Film dramatique
- Durée : 98 minutes
- Dates de sortie :
  - 2006
  -  Royaume-Uni : 31 octobre 2008

## Distribution
- Daniel Parsons : Rag
- Adedamola Adelaja : Tag
- Tamsin Clarke : Olivia
- Geoffrey Aymer : Pa Tagbo
- Maria Adesioye : Ma Tagbo
- Enor Ewere : Rachel
- Chuma Oraedu : Xin
- Ayo Fawole : Olisa
- Ikenna 'Macoy' Akwari : Ikeora
- Rachael Young : Heather
- Kristian Ademola : Wing Tat
- Olivette Cole-Wilson : Sylvia
- Lamarr Nestor-Thelwell : Tag à 12 ans
- Chanelle Wilshire : Keisha
- Amanda Van Annan : Ruqaya

## Festivals
Le film a été projeté dans plusieurs festivals :
- Reel World Film Festival 2006
- New York Lesbian and Gay Film Festival 2006
- London Lesbian and Gay Film Festival 2007
- Festival panafricain du cinéma et de la télévision de Ouagadougou 2007